# Boris
Boris (яп. ボリス) — японская экспериментальная группа, образованная в 1992 году в Токио. Boris выпустили более двадцати студийных альбомов на различных лейблах по всему миру, а также множество концертных альбомов, сборников, EP, синглов и совместных альбомов. Они сотрудничали с такими группами, как Sunn O))), Merzbow, Кэйдзи Хайно и гитаристом Митио Курихарой.

## История

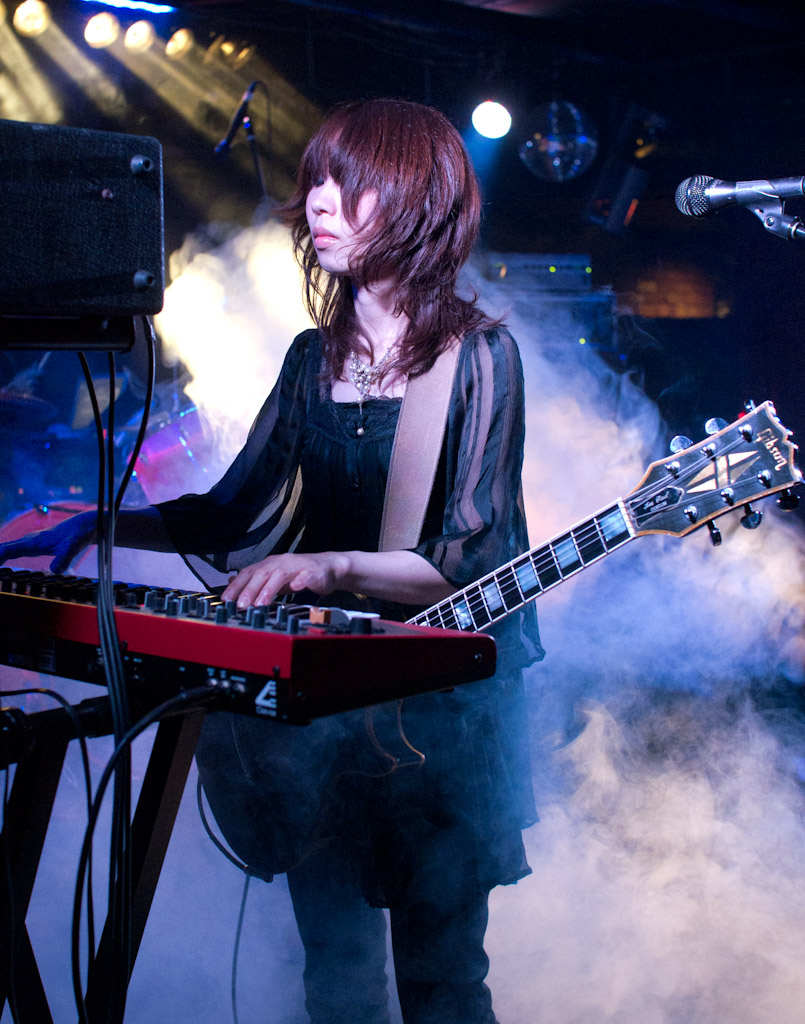
Вата, Ванкувер, октябрь 2011

Boris была образована в 1992 году в Токио. Первый состав: Ацуо — вокал, Вата — гитара, Такэси — бас, Нагата — барабаны. Группа называется «Boris» по названию песни с альбома Bullhead (1991) сладж/гранж-группы Melvins. Дебютный альбом Boris Absolutego был выпущен в 1996 году на их собственном лейбле Fangs Anal Satan. Нагата ушёл в 1996 году, и Ацуо переключился на барабаны, Вата взяла соло-гитару и клавишные, а Такэси взял на себя обязанности бас- и ритм-гитары на инструменте с двойным грифом собственной конструкции. Все трое взяли на себя обязанности вокалистов, и с тех пор состав не менялся.
В Японии Boris выпускают большую часть своей музыки на инди-лейбле Inoxia Records. Несмотря на относительную неизвестность на родине, серия переизданий их ранних альбомов на американском лейбле Southern Lord Records вызвала всплеск популярности в Северной Америке. Boris также регулярно выпускают совместные альбомы с другими артистами, впервые — в 1998 году на Black: Implication Flooding с экспериментальным музыкантом Кэйдзи Хайно. Они выпустили семь совместных альбомов с нойз-исполнителем Merzbow и выпустили совместные альбомы с международными исполнителями, такими как Sunn O))) и Иэном Астбери.
Их всемирная популярность была подкреплена их альбомом Pink 2005 года, который был встречен значительной похвалой критиков и сильным откликом слушателей, когда был переиздан в США на Southern Lord. Журнал Blender и журнал SPIN назвали его одним из лучших альбомов 2006 года.
Boris уделяют много времени гастролям. В интервью Ацуо сказал:
То, что мы так много гастролируем и выпускаем так много альбомов, я думаю, это отражает то, чем мы занимаемся. Прямое общение - это то, что мы потеряли в наше время. Это позор – даже интервью проходят по телефону. Я думаю, что важно видеть людей лицом к лицу – вот почему так важно отправиться в турне. Это нечто очень важное для людей, что мы потеряли в последнее время.
Группа получила дополнительную известность, когда выступила на разогреве у Nine Inch Nails в рамках тура 2008 года «Lights in the Sky». С 2011 по 2017 год они выпустили несколько альбомов на Sargent House Records и продолжили переиздавать предыдущие альбомы.
В 2017 году, когда группе исполнилось 25 лет, они подумывали о выходе на пенсию после выпуска последнего альбома. Тем не менее, успешный процесс написания песен и записи этого альбома побудил группу продолжить заниматься творчеством. Альбом Dear был выпущен в июле 2017 года на лейбле Sargent House. Альбом LφVE & EVφL был выпущен в октябре 2019 года на лейбле Джека Уайта Third Man Records. Находясь на самоизоляции во время пандемии COVID-19, Boris записали рок-альбом NO и эмбиент-альбом W. Третий альбом в серии Heavy Rocks, записанный в жанрах хард-рок и хэви-метал, был выпущен в августе 2022 года. Во время американского тура в поддержку альбома барабанщик Ацуо взял на себя роль фронтмена (что он редко делал с 1990-х годов), исполняя большинство вокальных партий, а Майк Энгл из группы Crawl выступил в качестве приглашённого барабанщика. В декабре 2022 года Boris выпустили третий за год студийный альбом Fade, ориентированный на дроун-метал.

## Стиль
На протяжении всей своей карьеры Boris намеренно старались избегать ассоциаций с каким-либо музыкальным стилем. В частности, они не считают себя хэви-метал-группой, несмотря на то, что их часто причисляют к таковым. В одном из интервью барабанщик Ацуо сказал: «Иметь какой-то предвзятый посыл или тему — это очень скучно для меня. Это становится костылём. Просто говори то, что хочешь сказать».

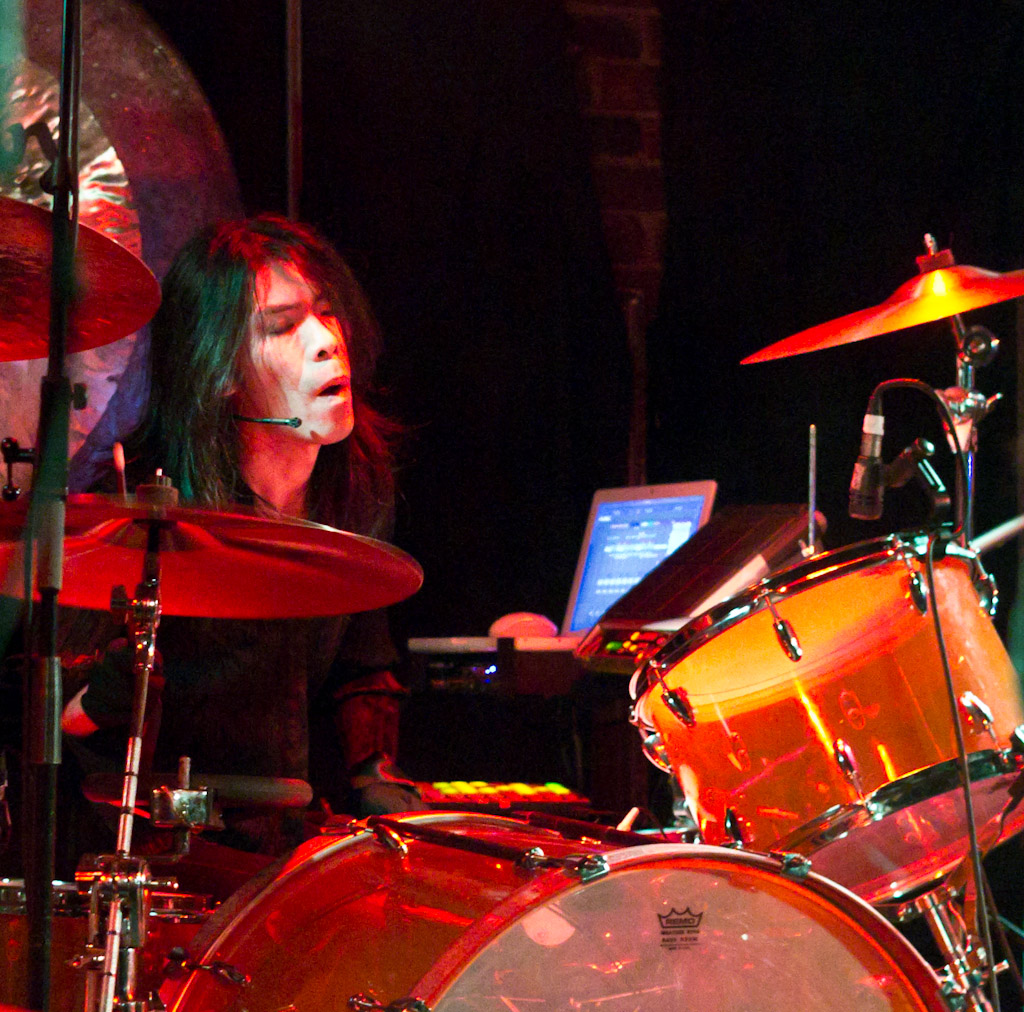
Ацуо, Ванкувер, октябрь 2011

Для описания музыки Boris рецензенты используют широкое разнообразие жанров, в том числе экспериментальную музыку, экспериментальный рок, нойз, нойз-рок, экспериментальный/авангардный метал, дум-метал, пост-метал, дроун-метал, сладж-метал, психоделическую музыку, психоделический рок, психоделический метал и стоунер-рок. Несмотря на то, что изначально группа играла сладж-метал с сильным влиянием хардкор-панка, в последующих релизах использовались элементы самых разных жанров, включая дроун, индастриал, эмбиент, эйсид-рок, гаражный рок, шугейз, дрим-поп, J-поп и краст-панк.
Например, дебютный альбом Absolutego содержит «65-минутный трек сочащегося, замедленного, вдохновлённого Melvins дроун-рока/метала», а последующий Amplifier Worship сочетает в себе влияние психоделии и джем-групп. Их третий альбом Flood содержит элементы дроуна. На Akuma no Uta и Pink Boris экспериментировали с различными стилями, включая шугейз, стоунер-рок и пост-рок. Vein (2007) был выпущен в версиях «хардкор» и «нойз», в то время как New Album экспериментировал с электроникой и дрим-попом, а в альбоме Noise присутствовали элементы гранжа.
Во время живых выступлений Boris используют множество различных педалей эффектов и других гитарных аксессуаров. Вата использует EBow для получения звука, напоминающего игру смычком, или для манипулирования обратной связью; это устройство держится в руке, как медиатор, но использует вибрацию магнитного поля для перемещения струн гитары. Вата также иногда играет на аккордеоне и клавишных. Такэси обычно играет на басу/гитаре с двойным грифом, что позволяет ему играть как на ритм-гитаре во время длинных композиций группы, так и на бас-гитаре во время более традиционных треков, без необходимости переключаться между инструментами. Boris также используют низкий строй, например A# standard, чтобы добиться более тяжелого звучания. Такеши использовал настройку в три октавы для композиции «Loveless» с альбома No.
В студии Boris записываются на аналоговом оборудовании. Они используют минимум овердабов, записываясь в основном вживую.

## Состав

### Нынешние участники
- Такэси — вокал, бас-гитара, ритм-гитара (1992 — н. в.)
- Вата — вокал, соло-гитара, клавишные (1992 — н.в.)
- Ацуо — вокал (1992-н.в.), ударные, бубен (1996 — н.в.)

### Бывшие участники
- Nagata — ударные (1992—1996)

### Концертные участники
- Митио Курихара — гитара (2007—2012)

## Дискография
| - Absolutego (1996) - Amplifier Worship (1998) - Flood (2000) - Heavy Rocks (2002) - Akuma no Uta (2003) - Boris at Last -Feedbacker- (2003) - The Thing Which Solomon Overlooked (2004) - Dronevil (2005) - Soundtrack from the Film Mabuta no Ura (2005) - Pink (2005) - The Thing Which Solomon Overlooked 2 (2006) - The Thing Which Solomon Overlooked 3 (2006) - Vein (2006) - Smile (2008) - New Album (2011) - Heavy Rocks 2011 (2011) - Attention Please (2011) - Präparat (2013) - Noise (2014) - The Thing Which Solomon Overlooked Extra (2014) - Urban Dance (2015) - Warpath (2015) - Asia (2015) - Dear (2017) - Love & Evol (2019) - No (2020) - W (2022) - Heavy Rocks (2022) | - Black: Implication Flooding (с Кейдзи Хайно, 1998) - Megatone (с Merzbow, 2002) - 04092001 (с Merzbow, 2004) - Sun Baked Snow Cave (с Merzbow, 2005) - Altar (с Sunn O))), 2006) - Rainbow (с Michio Kurihara, 2006/2007) - Walrus/Groon (с Merzbow, 2007) - Rock Dream (концертный, с Merzbow, 2007) - Cloud Chamber (с Michio Kurihara, 2008) - BXI (с Ian Astbury, 2010) - Klatter (с Merzbow, 2011) - EROS (с Endon, 2015) - Gensho (с Merzbow, 2016) - Refrain (с Z.O.A., 2020) - 2R0I2P0 (с Merzbow, 2020) |